# 余凱文
余 凱文（よ がいぶん、ウェード式：Yu Kai-wen、ユウカイウェン、1995年10月25日 - ）は、台湾のソフトテニス選手。ポジションは前衛。プレースタイルはダブルスにおいてはダブルフォワード。ミックスダブルスでは雁行陣。

## 来歴
後壁高中-台北市立体育学院（現在は台北市立大学天母キャンパス）。2013東アジア競技大会が初代表。

## 四大国際大会戦績
- 2013東アジア競技大会　ダブルス銅メダル　国別対抗団体戦銀メダル
- 2015世界ソフトテニス選手権　ダブルスベスト8[1]　ミックスダブルスベスト8[2]　国別対抗団体戦第三位
- 2016アジアソフトテニス選手権　ダブルスベスト8[3] 国別対抗団体戦第三位
- 2018アジア競技大会　ミックスダブルス金メダル(鄭竹玲・余凱文）[4]　国別対抗団体戦銅メダル
- 2019世界ソフトテニス選手権　ダブルス金メダル[5]（余凱文・林韋傑）　ミックスダブルス銀メダル(鄭竹玲・余凱文）　国別対抗団体戦銅メダル
- 2024世界ソフトテニス選手権　ダブルス金メダル